# Sauzin
Sauzin ist eine Gemeinde im Nordwesten der Insel Usedom im Landkreis Vorpommern-Greifswald. Sauzin liegt im Wolgaster Ort zwischen Krumminer Wiek und dem Peenestrom. Die Gemeinde wird vom Amt Am Peenestrom mit Sitz in Wolgast verwaltet. Bis zum 1. Januar 2005 war Sauzin Teil des Amtes Wolgast-Land.

## Geografie und Verkehr
Sauzin liegt ca. zwei Kilometer östlich von Wolgast und acht Kilometer westlich von Zinnowitz. Nördlich der Gemeinde verläuft die Bundesstraße 111. Südlich der Gemeinde befindet sich das Achterwasser. Sauzin liegt im Naturpark Insel Usedom.

## Ortsteile
- Sauzin
- Ziemitz

## Geschichte

### Sauzin
Der Ort Sauzin wurde am 12. August 1230 als „Zobesino“ erstmals urkundlich erwähnt. Darin bestätigt Bischof Konrad II. von Cammin der Kirche von Buckow den Zehnten u. a. aus Sauzin. Der slawische Name wird als „dunkel“ gedeutet.
Sauzin war lange ein Vorwerk der Stadt Wolgast. Das Dorf war ein Haufendorf mit einigen abseits gelegenen Siedlungshöfen. 
Westlich von Sauzin am Peenestrom gegenüber von Wolgast am so genannten „Schweineort“ befand sich eine Schanze aus dem Dreißigjährigen Krieg. Sie sollte Wolgast von Südwesten her schützen.
Vom Dreißigjährigen Krieg bis zum Jahr 1720 gehörte Sauzin zu Schweden und danach zum Königreich Preußen.
Nördlich von Sauzin standen um 1880 eine Holländerwindmühle und um 1920 ein Sägewerk, die aber später wieder verschwanden.
Zu DDR-Zeiten befand sich am „Schweineort“, dem alten Schanzenstandort, eine Bunkeranlage der NVA, die wohl als Munitionslager zur Erprobung der Schiffe der Volksmarine auf der Peenewerft diente.

### Ziemitz
Ziemitz wurde in einer Urkunde von 1309 als „Symitz“ und gleichzeitig in einer weiteren Urkunde mit „Symytze“ erstmals erwähnt. Der slawische Name wird mit „Erde“ gedeutet. In der letzteren Urkunde (PUB IV./2 Nr. 2462) übereignen die Herzöge Otto I. und Wartislaw IV. dem Kloster Krummin Bede und Steuern aus Bannemin und Ziemitz.
Ziemitz war ein Domänen-Vorwerk, wurde aber wohl später in ein Rittergut gewandelt. Es war 1880 sehr groß, hatte ein Herrenhaus, größere Wirtschaftsgebäude, einen ummauerten Park und eine ummauerte Gartenanlage. Südlich davon lag der Ort mit den Katen der Landarbeiter. Auch einige kleine Fischerhäuser waren am Peenestrom vorhanden. 
Nach 1945 wurde in der Bodenreform das Gut aufgesplittet, es entstanden kleine Siedlungen und ein Restgut, das später zu einer LPG wurde. Es gab auch einen „Dorfladen“, eine Gärtnerei, einen Fischer und eine Bootswerkstatt. Westlich und östlich es Ortes entstanden umfangreiche Bungalowsiedlungen, wobei Ziemitz West von beiden die größere ist. Diese Bungalowsiedlung entstand um 1975 und hat auch einen zugehörigen Bootssteg.
1990 wurden diese Bungalowsiedlungen privatisiert und der Ort weitestgehend ausgebaut. Er erhielt einen modernen Bootshafen und ein Hotel. Das Gut wurde überbaut, Park und Gutsgarten verschwanden. In der Mitte der Ortseinfahrt stand eine große, alte Kastanie. Nach der Fällung wurde an dieser Stelle eine neue gepflanzt.

## Politik

### Wappen, Flagge, Dienstsiegel
Die Gemeinde verfügt über kein amtlich genehmigtes Hoheitszeichen, weder Wappen noch Flagge. Als Dienstsiegel wird das kleine Landessiegel mit dem Wappenbild des Landesteils Vorpommern geführt. Es zeigt einen aufgerichteten Greifen mit aufgeworfenem Schweif und der Umschrift „GEMEINDE SAUZIN * LANDKREIS VORPOMMERN-GREIFSWALD“.